# Gozdarska fakulteta v Sarajevu
Gozdarska fakulteta (izvirno bosansko Šumarski fakultet u Sarajevu), s sedežem v Sarajevu, je fakulteta, ki je članica Univerze v Sarajevu.